# Кудрявый, Виктор Васильевич
Виктор Васильевич Кудрявый (4 октября 1937 — 19 января 2018) — российский государственный деятель, заместитель министра энергетики России (1996—2003), бывший председатель совета директоров РАО ЕЭС России. Заслуженный энергетик РАО «ЕЭС России». Почётный энергетик Российской Федерации.

## Биография
Родился в городе Струнино Владимирской области 4 октября 1937 года.
В 1961 году окончил Ивановский энергетический институт. Работал в Красноярскэнерго (машинист турбин на Красноярской ТЭЦ-1, начальник смены турбинного цеха), Мосэнерго (старший инженер ГРЭС-4 в Кашире, затем главный инженер в Москве), Минэнерго СССР, корпорации «Росэнерго» Минтопэнерго РФ.
В 1993—1994 годах — начальник департамента науки и техники РАО ЕЭС, в 1994—1996 годах — первый вице-президент — главный инженер РАО.
В 1996—2000 годах — заместитель министра топлива и энергетики России.
В 2000—2003 годах — заместитель министра энергетики России.
В апреле 1998 — июле 1999 — первый заместитель председателя правления РАО ЕЭС России, член совета директоров — представитель государства в РАО ЕЭС до апреля 2002 года.
Кудрявый был одним из главных критиков планов Чубайса по реформированию РАО ЕЭС. Будучи членом правления компании он находился в оппозиции её менеджменту.
Умер 19 января 2018 года.
Лауреат премии Совета министров СССР. Доктор технических наук, профессор кафедры АСУ ТП      НИУ «МЭИ», член диссертационного совета при МЭИ (ТУ).